# 波尔米尼亚克
波尔米尼亚克（法語：Polminhac，法語發音：[pɔlmiɲak]）是法国康塔尔省的一个市镇，位于该省中西部，属于欧里亚克区。

## 地理
波尔米尼亚克（44°57'6"N, 2°34'39"E）面积29.03 平方千米，位于法国奥弗涅-罗讷-阿尔卑斯大区康塔爾省，该省份为法国中南部省份，位于法國中央高原中心，北起科雷兹省、上盧瓦爾省和多姆山省，西接洛特省和科雷兹省，南至阿韦龙省和洛特省，东临上盧瓦爾省和洛泽尔省。
与波尔米尼亚克接壤的市镇（或旧市镇、城区）包括：巴达亚克、日乌德马穆、圣艾蒂安德卡拉、圣西蒙、韦尔济克、塞尔河畔维克、约莱。
波尔米尼亚克的时区为UTC+01:00、UTC+02:00（夏令时）。

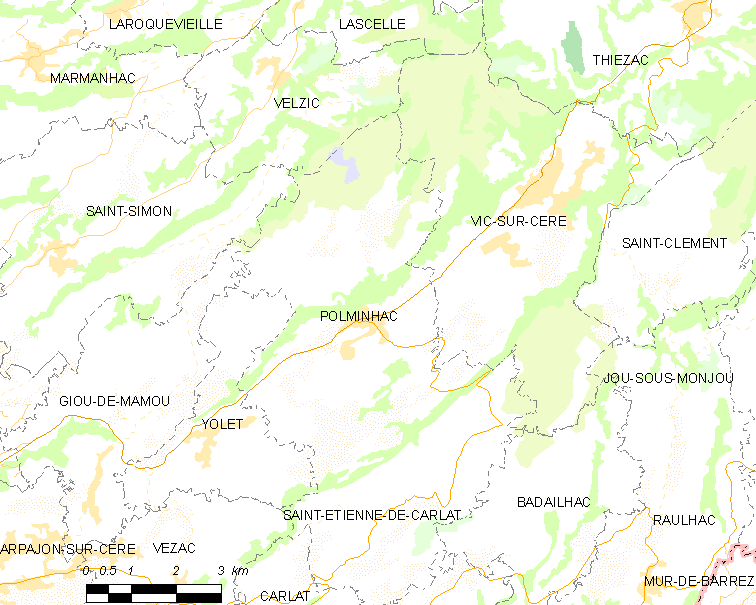
波尔米尼亚克的OSM定位图

## 行政
波尔米尼亚克的邮政编码为15800，INSEE市镇编码为15154。

## 政治
波尔米尼亚克所属的省级选区为塞尔河畔维克县。

## 人口

1962-2008年间波尔米尼亚克人口变化图示

波尔米尼亚克于2022年1月1日时的人口数量为1205人。